# Культура Ватикана
Культура Ватикана имеет большое самостоятельное значение. Такие здания как Собор Святого Петра и Сикстинская капелла являются родиной части самого известного искусства в мире, который включает работы таких художников как Боттичелли, Бернини и Микеланджело. Ватиканская Библиотека и коллекции Музеев Ватикана имеют самую высокую историческую, научную и культурную важность. В 1984 Ватикан был внесён ЮНЕСКО в Список объектов Всемирного наследия.
Ватикан является фактическим хранителем латинского языка через папскую академию латыни. Важный результат деятельности её предшественника, фонда Latinitas Foundation — регулярный выпуск латинского словаря недавних неологизмов, Лексикона Ресентиса Лэтинитэтиса.
Постоянное население Ватикана — преимущественно мужчины, хотя в Ватикане проживают два ордена монахинь. Меньшинство — старшее католическое духовенство; остаток — члены религиозных орденов. Многие рабочие и персонал посольства Ватикана живут вне его стен.
Туризм и паломничество — важный фактор в повседневной жизни Ватикана. Папа Римский имеет еженедельные аудиенции по средам в 10.30 (по местному времени), служит публичные мессы, на Рождество и Пасху обращается с торжественным посланием «Граду и Миру», (первое обращение такого рода происходит сразу после выборов Великого Понтифика). Публичные папские мессы проводятся в Базилике святого Петра либо на площади святого Петра перед собором.

## Форма одежды
Форма одежды (Дресс-код) действует при допуске в собор Святого Петра и соответствует представлениям о приличиях, принятым в католической традиции. Хотя собор является памятником культуры и архитектуры, это прежде всего действующий храм.
Правилами запрещено:
- мужчинам находиться в храме в головных уборах
- шорты/юбки выше колен
- рубашки без рукавов
- короткие рубашки и топы с открытым животом
- дамские блузки с глубоким вырезом
- одежда (футболки, толстовки) с провокационными и грубыми надписями
- излишек украшений/бижутерии.

В соборе запрещено также курение и использование мобильных телефонов.